# Филимон, Николае
Никола́е Филимо́н (рум. Nicolae Filimon; 6 сентября 1819, Бухарест, княжество Валахия — 19 марта 1865, Бухарест) — румынский писатель, фольклорист, музыкант и первый музыкальный критик Румынии. Первый румынский романист.

## Биография
Сын православного священника. Мелкий церковный служитель — кантор-самоучка и архивный чиновник в администрации господаря Валахии Барбу I Дмитрия Штирбея. Пел в хоре, играл на флейте в оркестре.
В 1840—1848 годах вместе с Антоном Панном был лидером созданного ими богемного кружка Вucarestoise. Сотрудничал в различными газетами, включая Naţionalul, в котором публиковал небольшие музыкальные произведения. Стал первым румынским музыкальным критиком и обозревателем.
В 1858 году отправился в путешествие в Будапешт, Вену, Прагу, Дрезден и Мюнхен, впечатление о поездке описал в книге «Excursiuni în Germania meridională».
Умер от туберкулёза. Похоронен на кладбище Беллу в Бухаресте.

## Творчество
Дебютировал как прозаик в конце 1857 года.
Николае Филимон — автор первого реалистического романа в румынской литературе.
Первые его романтические, во многом ещё схематичные новеллы «Матео Чиприани» (1860) и «Фридерих Стаапс» (1860) содержат свободолюбивые и антиклерикальные мотивы. Новелла «Злоключения чиновника, или Периферийные мещане» (1861) знаменует переход Н. Филимона на реалистические позиции.
Крупная веха в развитии румынской реалистической литературы — роман Н. Филимона «Старые и новые мироеды» (Ciocoii vechi şi noi, 1863), отражающий в некоторой степени румынскую общественную жизнь того времени, в остросатирическом плане рисующий процесс разложения феодального становления новых капиталистических отношений.
В музыкальных хрониках и статьях Н. Филимон выступал в защиту народной музыкальной культуры («Лэутары и их сочинения», 1864).

## Избранные произведения
- Excursiuni în Germania meridională, 1858
- Roman Năzdrăvan, 1862
- Ciocoii vechi şi noi, 1863
- Opere, 1975—1978